# Biperiden

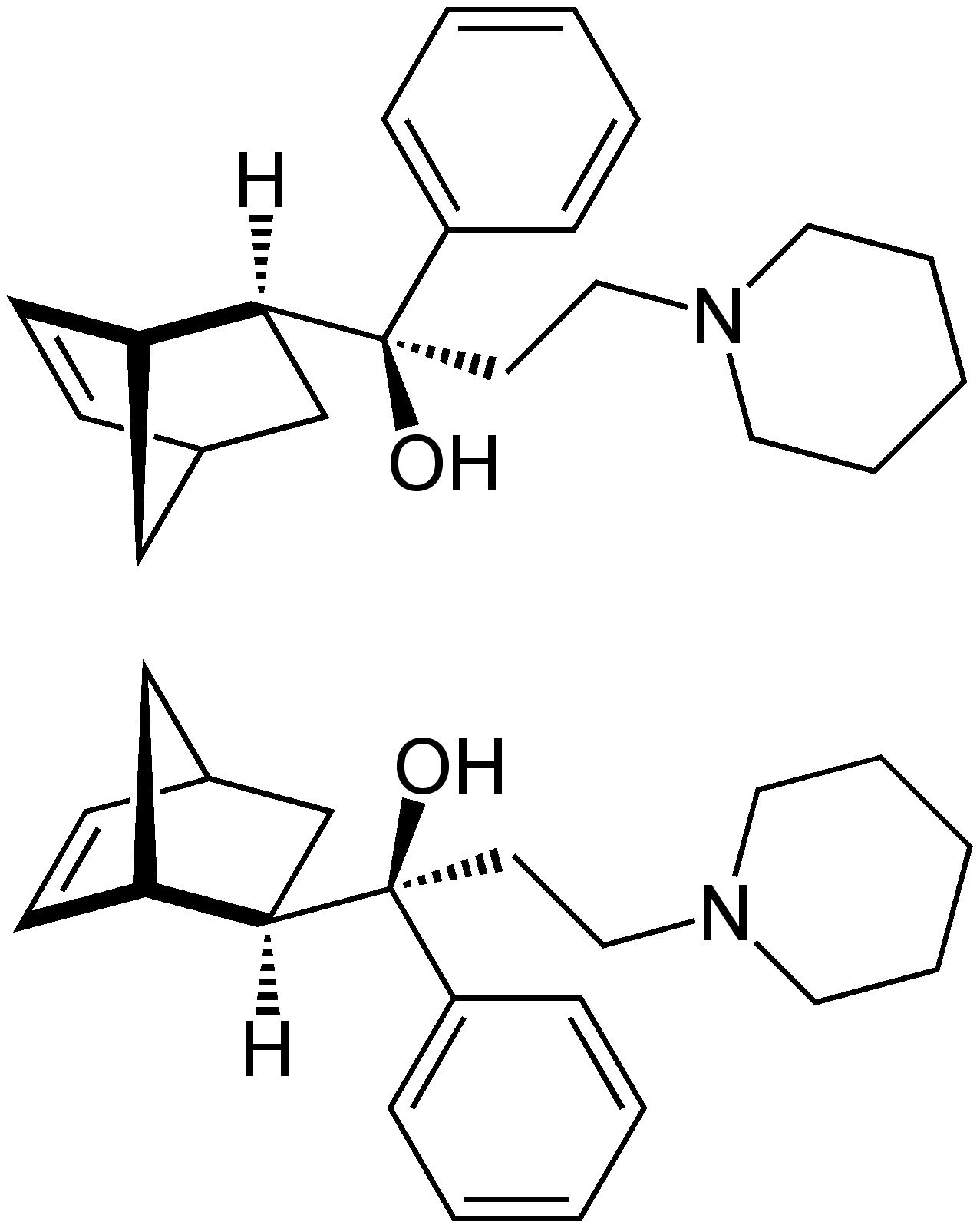
Biperiden

Biperiden är ett medel vid parkinsonism av antikolinerg typ. I Sverige går medicinen under namnet Akineton. 
Idag används främst biperiden för att motverka extrapyramidala bieffekter av typiska antipsykotika. Medlet används dock inte lika mycket som förr[när?] på grund av att doseringen med antipsykotika har blivit lägre samt att atypiska antipsykotika ger mindre av extrapyramidala biverkningar.